# Тимчасовий уряд Республіки Південний В'єтнам
Тимчасовий революційний уряд Республіки Південний В'єтнам (в'єт. Chính phủ Cách mạng lâm thời Cộng hoà miền Nam Việt Nam) було створено 1969 року силами, опозиційними до чинного режиму.

## Історія
1960 року було створено Національний фронт звільнення Південного В'єтнаму. Упродовж наступних 9 років організація воювала проти сайгонського режиму. 8 липня 1969 року Конгрес народних представників сформував Тимчасовий революційний уряд Республіки Південний В'єтнам. Більшу частину часу уряд перебував за межами Південного В'єтнаму й позиціонував себе як уряд у вигнанні.
30 квітня 1975 року війська Тимчасового уряду увійшли до Сайгона. 2 липня наступного року відбулось злиття Півночі та Півдня В'єтнаму у Соціалістичну Республіку В'єтнам.

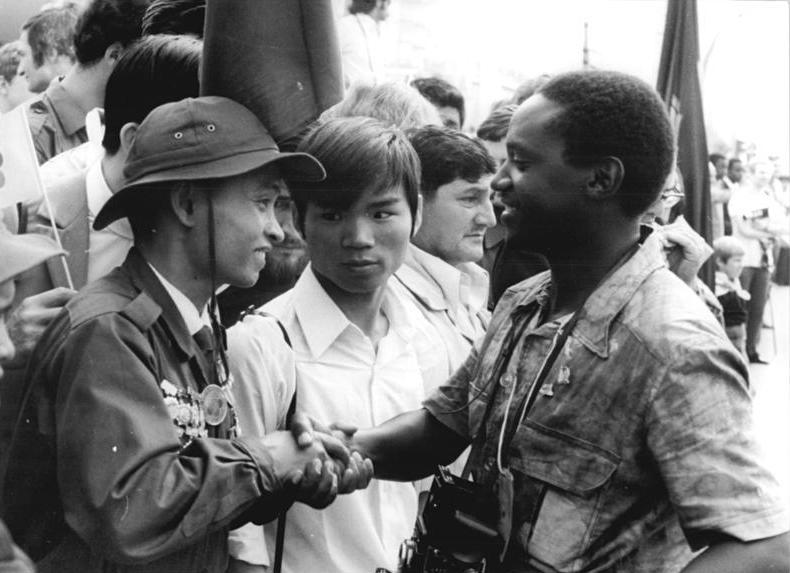